# 22@

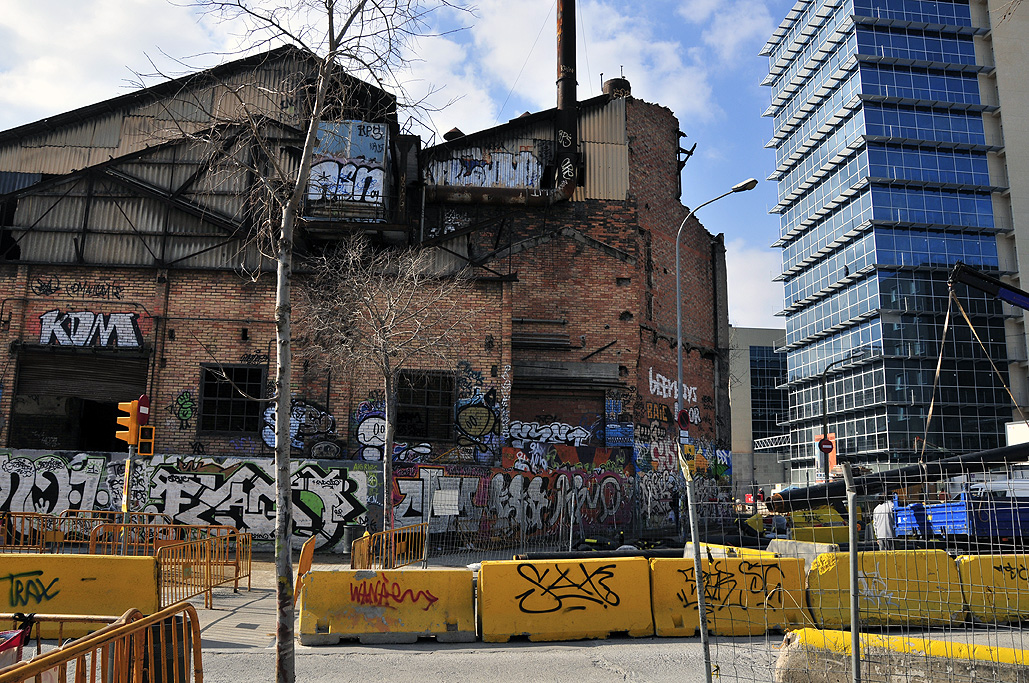
Oude en nieuwe gebouwen staan naast elkaar in Poblenou

22@ (vint-i-dos arrova), ook wel bekend als 22@ Barcelona en het District van Vernieuwing is een centrale zakenwijk in voormalig industrieel gebied van Poblenou in Barcelona, in het district van Sant Martí, in de 19e eeuw bijgenaamd "de Catalaanse Manchester". Bedoeling is Poblenou technologisch en innovatief te ontwikkelen, maar ook ruimte scheppen voor vrije tijd en woonzones.
De ontwikkeling begon na de eeuwwisseling. Gecentreerd rond Plaça de les Glòries Catalanes, verspreid over 115 blokken of 198 hectare is het onderdeel van een van Europa's grootste stedelijke vernieuwingen. In 2000 keurde Barcelona het plan goed dat de grond moest vervangen die eerder voor industrie werd bestemd. Het model legt zich niet toe op de specialisatie van één gebied, maar probeert tot een samenhang te komen tussen zowel de stedelijke als economische ontwikkeling, zodat er een compacte maar veelzijdige stad ontstaat. Het model van 22@ Barcelona werd reeds toegepast in andere stadsgebieden en wordt als ijkpunt in de stedelijke, economische en sociale transformatie in steden als Rio de Janeiro, Boston, Istanboel en Kaapstad.
Bij voltooiing zal het project 4 miljoen vierkante meter bebouwde oppervlakte hebben. Hier van zal 3,2 miljoen een productief doel hebben en 800 duizend bestemd zijn voor huisvesting en diensten. Aan de creatie van 68% van de industriële ruimte in Poble Nou is reeds begonnen. Onder deze plannen valt het beschermplan voor het industrieel erfgoed (met 114 elementen), het beschermplan voor het historische centrum van Poblenou en de Campus Diagonal-Besòs.
22@ Barcelona heeft meer dan 80000 bedrijfspanden. Ongeveer een derde van de bedrijven in 22@ zijn technologie- of kennisgebaseerd. Er is een grote tewerkstellingsgraad. De totale bedrijfsomzet bedraagt ongeveer 9 miljoen euro per jaar. Ook de bouw van sociale woningen nam al een aanvang.
Verscheidene straten werden reeds vernieuwd en voorzien van nieuwe leidingen, riolering, selectieve pneumatische afvalinzameling, stadsverwarming enz.
De bevolking groeit in 22@ Barcelona sneller aan dan in de rest van de stad.